# Erichsonella crenulata
Erichsonella crenulata är en kräftdjursart som beskrevs av Menzies 1950. Erichsonella crenulata ingår i släktet Erichsonella och familjen tånglöss. Inga underarter finns listade i Catalogue of Life.